# فان لي
فان لي هو موسيقي صيني، ولد في 27 يناير 1965 في تشينغداو في الصين.